# 남자는 괴로워 44
남자는 괴로워 44(男はつらいよ 寅次郞の告白: Tora-san Confesses)는 일본에서 제작된 야마다 요지 감독의 1991년 코미디 영화이다. 아츠미 키요시 등이 주연으로 출연하였고 시마조 키요시 등이 제작에 참여하였다.

## 출연

### 주연
- 아츠미 키요시
- 바이쇼 치에코

### 조연
- 고토 쿠미코
- 요시오카 히데타카
- 요시다 히데코
- 나츠키 마리
- 마에다 긴
- 시모조 마사미
- 미사키 치에코
- 다자이 히사오
- 류 치슈

## 제작진
- 음향: 마츠모토 타카시
- 음향: 스즈키 이사오